# Raven-Symoné
Raven-Symoné, celým jménem Raven-Symoné Christina Pearman, zkráceně často jen Raven (* 10. prosince 1985 Atlanta, Georgie) je americká herečka, zpěvačka, rapperka, tanečnice, skladatelka, módní návrhářka, televizní producentka a modelka. Jako herečka a zpěvačka se stala známou svým účinkováním v The Cosby Show. Ve filmu pak proslula svými ve snímcích The Cheetah Girls a The Cheetah Girls 2 společnosti Disney, s Eddiem Murphym pak ve snímcích Dr. Dolittle a Dr. Dolittle 2.
Modelingu, zpěvu a herectví se věnuje již od svého dětství, svoji kariéru zahájila již ve věku pěti let, kdy se z rodné Atlanty přestěhovala společně se svými rodiči do New Yorku.

## Filmografie, výběr
- 2017 U Raven doma
- 2010	Fotři jsou lotři – Tamyra
- 2008	College Road Trip – Melanie Porter
- 2006	Na jeden večer (televizní film) – Brianna McCallister
- 2004	Deník princezny 2: Královské povinnosti – Asana
- 2004 Tlustý Albert
- 2004	Zenon: Z3 (televizní film) – Nebula Wadeová
- 2001	Dr. Dolittle 2 – Charisse
- 1999	Zenon: Dívka z 21. století (televizní film) – Nebula Wadeová
- 1998	Dr. Dolittle – Charisse
- 1994 Malí uličníci